# Eberhard von der Recke (Politiker)

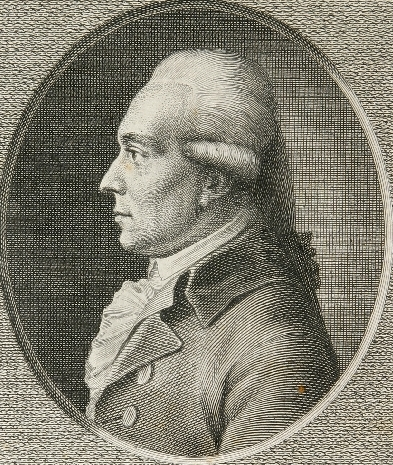
Eberhard von der Recke

Eberhard Friedrich Christoph Ludwig Freiherr von der Recke (zeitgenössisch von der Reck, auch von Recke zu Stockhausen, * 15. Dezember 1744 in Stockhausen; † 20. März 1816 in Merseburg) war ein preußischer Politiker und von 1813 bis 1815 Zivilgouverneur von Sachsen.

## Herkunft
Er stammt aus dem in den Freiherrenstand erhobenen Adelsgeschlecht von der Recke. Seine Eltern waren Wilhelm Christian von der Recke (1707–1764), Herr auf Stockhausen und Lübbecke, und Sophie Dorothea Friederike von Rochow (1721–1757), einer Schwester des Reformers Friedrich Eberhard von Rochow.

## Leben

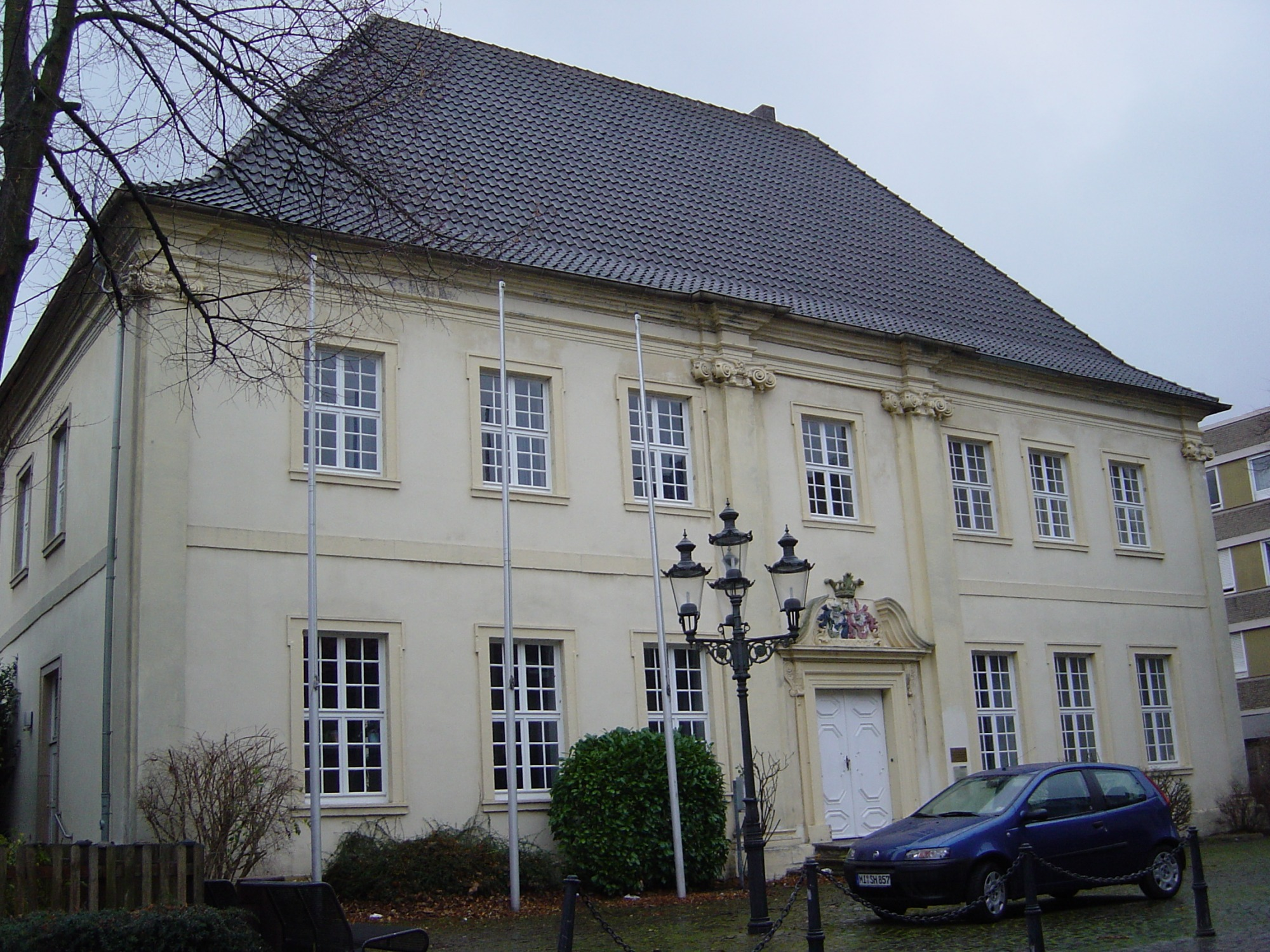
Mindener Stadtpalais, Pöttcherstraße 27; 1775 von den Erben des Thomas Heinrich von Huss (1704–1774) für 2.350 Reichstaler erworben

Er wurde nach dem Studium der Rechtswissenschaften 1771 Regierungspräsident in Minden, 1780 erhielt er die gleiche Position im Regierungsbezirk Kleve; in Minden folgte ihm Wilhelm Ferdinand von Dörnberg. Während seiner Tätigkeit in Minden gründete er das dortige Schullehrerseminar.
Im Auftrag des Königs Friedrich dem Großen wurde er am 30. Dezember 1784 zum preußischen Justizminister ernannt. In dieser Funktion wirkte er gleichzeitig als Präsident des Preußischen Obertribunals.
Nach der französischen Besetzung Preußens 1807 wurde er in den Ruhestand versetzt. Nach der Völkerschlacht bei Leipzig 1813 verwaltete er bis zum Ende des Wiener Kongresses in Abwesenheit des inhaftierten Königs Friedrich August das Generalgouvernement Sachsen.
Am 18. Oktober 1815 nahm Freiherr Reck im Namen des preußischen Königs Friedrich Wilhelm die Erbhuldigung aller westfälischen Länder in Münster entgegen. Er starb 1816 in der Hauptstadt des neugebildeten Herzogtums Sachsen, in Merseburg.

## Familie
Eberhard Freiherr von der Reck heiratete Elise Dorothea Luise (Lisette) Freiin von Vincke (1763–1838), sie war die Schwester des preußischen Ministers Ludwig von Vincke. Ihr gemeinsamen Kinder waren:
- Karl Ludwig (* 21. Mai 1794; † 18. November 1873)[2] ⚭ Luise Amalie Alexandrine Eleonore von Gronsfeld-Diepenbroick und Ampel (* 4. März 1800 † 28. Mai 1870)
- Eberhardine (* 25. Januar 1785; † 24. Oktober 1851) ⚭ 1810 Graf Henrich zu Stolberg-Wernigerode (1772–1854)
- Ernestine (* 23. Juni 1786; † 27. August 1874) ⚭ Graf Constantin zu Stolberg-Wernigerode (* 25. September 1779; † 19. August 1817), Sohn von Christian Friedrich zu Stolberg-Wernigerode
- Luise (* 16. Oktober 1787; † 6. April 1874) ⚭ Graf Anton zu Stolberg-Wernigerode (* 23. Oktober 1785; † 11. Februar 1854)
- Emilie Caroline Frederike (* 16. Februar 1790; † 21. Januar 1849) ⚭ 1813 Graf Ludwig Ernst Friedrich Wilhelm von Münster-Langelage (* 6. November 1774; † 9. Mai 1824)[3]
- Ernestine Caroline Adolfine (* 6. Februar 1792; † 6. Februar 1876) ⚭ 1819 Ludwig Friedrich Ernst Carl Wilhelm von Münster-Langelage (* 10. Januar 1787; † 23. Januar 1862), hannoverscher Generalleutnant

## Auszeichnungen
Freiherr von der Recke war Ritter des Schwarzen Adlerordens und des Königlich Preußischen St. Johanniter-Ordens.